# Dionizy Surżyc
Dionizy Surżyc (ur. 8 kwietnia?/20 kwietnia 1899 w Odessie, zm. 12 października 1974 w Leningradzie) – oficer, uczestnik wojny domowej w Rosji i II wojny światowej w szeregach Armii Czerwonej i Wojska Polskiego.

## Życiorys
Urodził się w polskiej rodzinie mieszkającej w Odessie. Edukację zakończył, na poziomie szkoły powszechnej. W 1917 roku został żołnierzem Gwardii Czerwonej, a następnie Armii Czerwonej, uczestnicząc w działaniach bojowych w latach 1917–1921, w wyniku których w 1919 roku został ranny. Wykształcenie wojskowe zdobywał do 1936 roku, zostając absolwentem Akademii Wojskowej im. Michaiła Frunzego w Moskwie. Od 1941 roku brał udział w walkach przeciw armii niemieckiej atakującej Związek Radziecki.
W lipcu 1944 roku jako żołnierz o polskich korzeniach został skierowany do armii polskiej utworzonej w ZSRR. Powierzono mu funkcję szefa oddziału operacyjnego-zastępcy szefa sztabu 1 Armii Wojska Polskiego. Od marca 1945 roku dowodził 2 Dywizją Piechoty, uczestnicząc w bitwie o Berlin i wyzwoleniu więżniów z niemieckiego obozu w Sachsenhausen. 
Kolejną funkcją, którą pełnił w ludowym Wojsku Polskim, była funkcja szefa sztabu Warszawskiego Okręgu Wojskowego. W 1946 roku wyjechał do Związku Radzieckiego, gdzie w 1974 roku zmarł. 